# Francisco Gamarra
Francisco Gamarra (* 24. Juli 1892 in Melo; † 1987) war ein uruguayischer Jurist und Politiker.

## Werdegang
Gamarra wurde als Sohn des Anastasio Gamarra und der Cristina Abella geboren. Er studierte an der Rechts- und sozialwissenschaftlichen Fakultät der Universität in Montevideo. Nach Abschluss und Promotion am 15. Dezember 1920 fand er ab 1921 als Staatsanwalt im Departamento Maldonado, ab 1924 in gleicher Funktion im Departamento Tacuarembó Verwendung. Nach Rückkehr in die Hauptstadt war er Richter am Strafgericht, später am Obersten Gerichtshof des Landes.
Von 16. Mai 1956 bis 6. Juni 1957 war er Außenminister Uruguays.

## Ehrungen
- 1958: Großkreuz der Bundesrepublik Deutschland